# Lista das composições de Frédéric Chopin

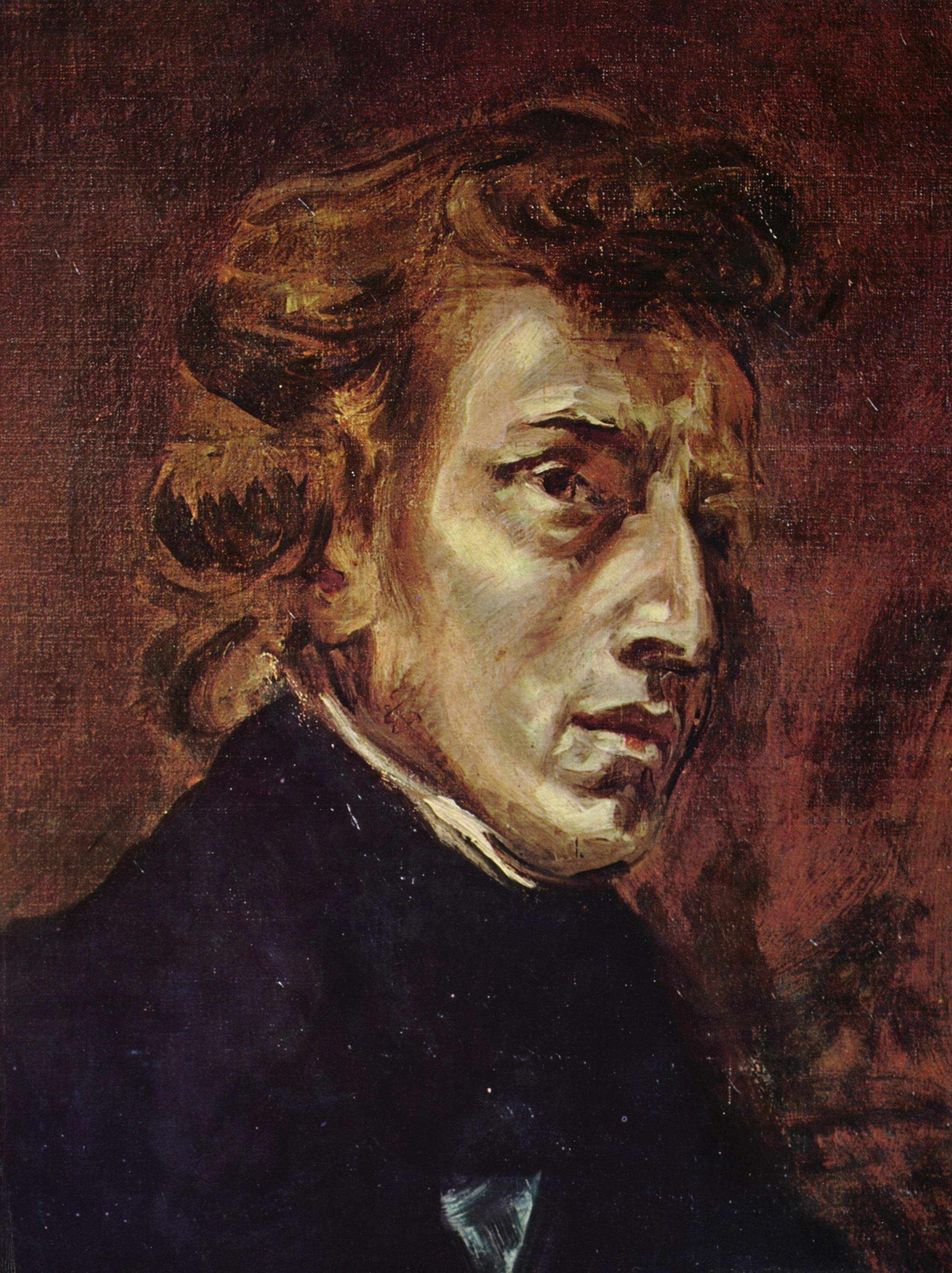

Esta é uma lista das composições de Frédéric Chopin.
Seus grandes trabalhos tais como as quatro baladas, os quatro scherzi, a Barcarola Op. 60, a Fantasia Opus 60 e sonatas formaram uma base sólida dentro do repertório, bem como pequenos trabalhos como seus improvisos, mazurcas, noturnos, valsas e polonesas tomando uma porção substancial das músicas gravadas e executadas. Duas coleções importantes são os 24 prelúdios, Op. 28, e os estudos Op. 10 e 25, que são uma marca deste gênero para os pianistas. Além disso, ele escreveu diversos conjuntos musicais de textos poloneses, e peças incluindo um trio para piano e uma sonata para cello.
Os concertos para piano de Chopin (No.1 e No. 2) são dois exemplos dos repertórios de concertos românticos para piano mais executados.
Ambas as seções desta lista utilizam a numeração tradicional de Opus, bem como os números do catálogo de Krystyna Kobylanska (KK), Josef Michal Chominski (A, D, C, P, E), e Maurice J. E. Brown (B).
A Maioria dos trabalhos de Chopin foi composta para Piano solo. De agora em diante, a menos que seja explicitamtente declarado, esta lista se refere ao gênero no contexto de piano solo.

## Por forma musical

### Piano solo

#### Balada
- Opus 23: Balada em Sol menor (composto em 1835-36)
- Opus 38: Balada em Fá maior (1836-39)
- Opus 47: Balada n.º 3 em lá bemol maior, Op. 47 (1841) (O ficheiro de áudio "Frederic Chopin - Ballade Ab major Opus 47.ogg.ogg" não foi encontrado)
- Opus 52: Balada em Fá menor (1842-43)

O ficheiro de áudio "Ballade in A flat major Op. 47, performed by Martha Goldstein.ogg" não foi encontrado

#### Estudo
(Entre aspas /"/ o apelido conhecido de cada estudo)
- Opus 10:
  - Nº. 1: Estudo em dó maior "A Queda D'água" (composto em 1829)
  - Nº. 2: Estudo em lá menor "Cromático" (1830)
  - Nº. 3: Estudo em mi maior "Tristesse/Tristeza" (1832)
  - Nº. 4: Estudo em dó sustenido menor "Torrentes" (1832)
  - Nº. 5: Estudo em sol bemol maior "Teclas Pretas" (1830)
  - Nº. 6: Estudo em mi bemol menor   (1830)
  - Nº. 7: Estudo em dó maior "Tocata" (1832)
  - Nº. 8: Estudo em fá maior "Luz do Sol" (1829)
  - Nº. 9: Estudo em fá menor (1829)
  - Nº. 10: Estudo lá bemol maior (1829)
  - Nº. 11: Estudo em mi bemol maior "Aos Arpejos" (1829)
  - Nº. 12: Estudo em dó menor "Revolucionário" (1831)
- Opus 25:
  - Nº. 1: Estudo em lá bemol maior "A Harpa Eólica" (composto em 1836)
  - Nº. 2: Estudo em fá menor "As Abelhas" (1836)
  - Nº. 3: Estudo em fá maior "O Cavaleiro" (1836)
  - Nº. 4: Estudo em lá menor "Paganini" (1832-1834)
  - Nº. 5: Estudo em mi menor "A Nota Falsa" (1832-1834)
  - Nº. 6: Estudo em sol sustenido menor "Às terças" (1832-1834)
  - Nº. 7: Estudo em dó sustenido menor "Ao violoncelo" (1836)
  - Nº. 8: Estudo em ré bemol maior "Às sextas" (1832-1834)
  - Nº. 9: Estudo em sol bemol maior "A Borboleta" (1832-1834)
  - Nº. 10: Estudo em si menor "Às oitavas" (1832-1834)
  - Nº. 11: Estudo em lá menor "Vento de Inverno" (1834)
  - Nº. 12: Estudo em dó menor "O Mar" (1836)
- Trois Nouvelles Études:
  - Nº. 1:  Estudo em fá menor (1839)
  - Nº. 2:  Estudo em lá bemol maior (1839)
  - Nº. 3:  Estudo em ré bemol maior (1839)

#### Fantasia
- Opus 49: Fantasia em Fá menor

#### Improviso (Impromptu)
- Opus 29: Impromptu em Lá bemol maior
- Opus 36: Impromptu em Fá sustenido maior
- Opus 51: Impromptu em Sol bemol maior (composto 1843)
- Opus póstuma 66: Fantasia-Impromptu em Dó sustenido menor (composto 1834)

#### Mazurka
- Opus 6, Quatro Mazurkas:
  - No. 1: Mazurka em Fá sustenido menor
  - No. 2: Mazurka em Dó sustenido menor
  - No. 3: Mazurka em Mi maior
  - No. 4: Mazurka em Mi bemol menor
- Opus 7, Cinco Mazurkas:
  - No. 1: Mazurka em Si bemol maior
  - No. 2: Mazurka em Lá menor
  - No. 3: Mazurka em Fá menor
  - No. 4: Mazurka em Lá bemol maior
  - No. 5: Mazurka em Dó maior
- Opus 17, Quatro Mazurkas:
  - No. 1: Mazurka em Si bemol maior
  - No. 2: Mazurka em Mi menor
  - No. 3: Mazurka em Lá bemol maior
  - No. 4: Mazurka em Lá menor
- Opus 24, Quatro Mazurkas:
  - No. 1: Mazurka em Sol menor
  - No. 2: Mazurka em Dó maior
  - No. 3: Mazurka em Lá bemol maior
  - No. 4: Mazurka em Si bemol menor
- Opus 30, Quatro Mazurkas:
  - No. 1: Mazurka em Dó menor
  - No. 2: Mazurka em Si menor
  - No. 3: Mazurka em Ré bemol maior
  - No. 4: Mazurka em Dó sustenido menor
- Opus 33, Quatro Mazurkas:
  - No. 1: Mazurka em Sol sustenido menor
  - No. 2: Mazurka em Ré maior
  - No. 3: Mazurka em Dó maior
  - No. 4: Mazurka em Si menor
- Opus 41, Quatro Mazurkas:
  - No. 1: Mazurka em Dó sustenido menor
  - No. 2: Mazurka em Mi menor
  - No. 3: Mazurka em Si maior
  - No. 4: Mazurka em Lá bemol maior
- Opus 50, Três Mazurkas:
  - No. 1: Mazurka em Sol maior
  - No. 2: Mazurka em Lá bemol maior
  - No. 3: Mazurka em Dó sustenido menor
- Opus 56, Três Mazurkas:
  - No. 1: Mazurka em Si maior
  - No. 2: Mazurka em Dó maior
  - No. 3: Mazurka em Dó menor
- Opus 59, Três Mazurkas:
  - No. 1: Mazurka em Lá menor
  - No. 2: Mazurka em Lá bemol maior
  - No. 3: Mazurka em Fá sustenido menor
- Opus 63, Três Mazurkas:
  - No. 1: Mazurka em Si maior
  - No. 2: Mazurka em Fá menor
  - No. 3: Mazurka em Dó sustenido menor
- Opus 67, Quatro Mazurkas:
  - No. 1: Mazurka em Sol maior
  - No. 2: Mazurka em Sol menor
  - No. 3: Mazurka em Dó maior
  - No. 4: Mazurka em Lá menor
- Opus 68, Quatro Mazurkas:
  - No. 1: Mazurka em Dó maior
  - No. 2: Mazurka em Lá menor
  - No. 3: Mazurka em Fá maior
  - No. 4: Mazurka em Fá menor
- S 1, No. 2, Duas Mazurkas:
  - a. Mazurka em Sol maior (1836)
  - b. Mazurka em Si bemol maior (1836)
- S 2, Duas Mazurkas:
  - No. 4, Mazurka No. 50 em Lá menor "Notre Temps" (1840)
  - No. 5, Mazurka No. 51 em Lá menor "Émile Gaillard" (1841)
- P 2, Quatro Mazurkas:
  - No. 1, Mazurka em Si bemol maior (1832)
  - No. 2, Mazurka em Ré maior (1832)
  - No. 3, Mazurka em Dó maior (1833)
  - No. 4, Mazurka em Lá bemol maior (1834)
- A 1, No. 1: Mazurka em Fá maior "Mazurek" (1820)
- P 1, No. 7: Mazurka em Ré maior (1829)

#### Noturno
- Opus 9: Noturnos, Op. 9 (Chopin)
  - No. 1: Noturno em Si bemol menor
  - No. 2: Noturno em Mi bemol maior
  - No. 3: Noturno em Si maior
- Opus 15:
  - No. 1: Noturno em Fá maior (1830-1831)
  - No. 2: Noturno em Fá sustenido maior (1830-1831)
  - No. 3: Noturno em Sol menor (1833)
- Opus 27:
  - No. 1: Noturno em Dó sustenido menor
  - No. 2: Noturno em Ré bemol maior
- Opus 32:
  - No. 1: Noturno em Si maior (1836-1837)
  - No. 2: Noturno em Lá bemol maior (1836-1837)
- Opus 37:
  - No. 1: Noturno em Sol menor
  - No. 2: Noturno em Sol maior
- Opus 48:
  - No. 1: Noturno em Dó menor
  - No. 2: Noturno em Fá sustenido menor
- Opus 55:
  - No. 1: Noturno em Fá menor
  - No. 2: Noturno em Mi bemol maior
- Opus 62:
  - No. 1: Noturno em Si maior
  - No. 2: Noturno em Mi maior
- Opus póstuma 72:
  - No. 1: Noturno em Mi menor
- Publicações póstumas:
  - Noturno em Dó sustenido menor (1830)
  - Noturno em Dó menor (1837)

#### Polonesa
- Opus 26:
  - No. 1: Polonesa em Dó sustenido menor
  - No. 2: Polonesa em Mi bemol menor
- Opus 40:
  - No. 1: Polonesa em Lá maior "Militar"
  - No. 2: Polonesa em Dó menor
- Opus 44: Polonesa em Fá sustenido menor
- Opus 53: Polonesa em Lá bemol maior "Heroica"
- Opus 61: Polonesa-Fantasia em Lá bemol maior
- Opus 71:
  - No. 1: Polonesa em Ré menor
  - No. 2: Polonesa em Si bemol maior
  - No. 3: Polonesa em Fá menor
- KK IIa No. 1: Polonesa em Sol menor (1817)
- KK IVa:
  - No. 1: Polonesa em Si bemol maior (1817)
  - No. 2: Polonesa em Lá bemol maior (1821)
  - No. 3: Polonesa em Sol sustenido menor (1822)
  - No. 5: Polonesa em Si bemol menor "Adieu à Guillaume Kolberg" (1826)
  - No. 8: Polonesa em Sol bemol maior (1829).

#### Prelúdio
- Opus 28:
  - No. 1: Prelúdio em Dó maior (composto 1839)
  - No. 2: Prelúdio em Lá menor (1838)
  - No. 3: Prelúdio em Sol maior (1838-1839)
  - No. 4: Prelúdio em Mi menor (1838)
  - No. 5: Prelúdio em Ré maior (1838-1839)
  - No. 6: Prelúdio em Si menor (1838-1839)
  - No. 7: Prelúdio em Lá maior (1836)
  - No. 8: Prelúdio em Fá sustenido menor (1838-1839)
  - No. 9: Prelúdio em Mi maior (1838-1839)
  - No. 10: Prelúdio em Dó sustenido menor (1838-1839)
  - No. 11: Prelúdio em Si maior (1838-1839)
  - No. 12: Prelúdio em Sol sustenido menor (1838-1839)
  - No. 13: Prelúdio em Fá sustenido maior (1838-1839)
  - No. 14: Prelúdio em Mi bemol menor (1838-1839)
  - No. 15: Prelúdio em Ré bemol maior ("Raindrop") (1838-1839)
  - No. 16: Prelúdio em Si bemol menor (1838-1839)
  - No. 17: Prelúdio em Lá bemol maior (1836)
  - No. 18: Prelúdio em Fá menor (1838-1839)
  - No. 19: Prelúdio em Mi bemol maior (1838-1839)
  - No. 20: Prelúdio em Dó menor(1838-1839)
  - No. 21: Prelúdio em Si bemol maior (1838-1839)
  - No. 22: Prelúdio em Sol menor (1838-1839)
  - No. 23: Prelúdio em Fá maior (1838-1839)
  - No. 24: Prelúdio em Ré menor (1838-1839)
- Opus 45: Prelúdio em Dó sustenido menor (1841)
- Opus Póstuma: Prelúdio em Lá bemol maior (1834, publicado em 1918)

#### Rondo
- Opus 1: Rondo em Dó menor
- Opus 5: Rondo à la Mazur em Fa maior (1826)
- Opus 16: Rondo em Mi bemol maior (1832)
- Opus 73: Rondo em Dó maior, dois pianos (1828)

#### Scherzo
- Opus 20: Scherzo em Si menor (1831)
- Opus 31: Scherzo em Si bemol menor (1837)
- Opus 39: Scherzo em Dó sustenido menor
- Opus 54: Scherzo em Mi maior

#### Sonata
- Opus 35: Piano Sonata em Si bemol menor; o terceiro movimento é a famosa "Marcha fúnebre"
- Opus 58: Piano Sonata em Si menor
- Opus póstuma 4: Piano Sonata em Dó menor

#### Valsa
- Opus 18: Grande Valsa brilhante em Mi bemol maior
- Opus 34:
  - No. 1: Valsa brilhante em Lá bemol maior (1835)
  - No. 2: Valsa brilhante em Lá menor (1831)
  - No. 3: Valsa brilhante em Fá Maior (1838)
- Opus 42: Valsa em Lá bemol maior
- Opus 64:
  - No. 1: Valsa em Ré bemol maior "Valsa do Minuto" (1846)
  - No. 2: Valsa em Dó sustenido menor (1846)
  - No. 3: Valsa em Lá bemol maior
- Opus póstuma 69:
  - No. 1: Valsa em Lá bemol maior (1835)
  - No. 2: Valsa em Si menor
- Opus póstuma 70:
  - No. 1: Valsa em Sol bemol maior
  - No. 2: Valsa em Fá menor
  - No. 3: Valsa em Ré bemol maior
- Publicação póstuma:
  - Valsa em Mi menor
  - Valsa em Mi maior
  - Valsa em Lá menor
  - Valsa em Lá bemol maior
  - Valsa em Mi bemol maior
  - Valsa em Mi bemol maior
  - Valsa em Fá sustenido menor (Doubtful)
- Parcialmente perdidas:
  - Valsa em Dó maior (1826)
  - Valsa em Lá bemol maior (1827)
  - Valsa em Lá bemol maior (1829-30)
  - Valsa em Ré menor (1827)
  - Valsa em Mi bemol maior (1829-30)
  - Valsa em Dó maior (1831)
- Privada (Privately owned): Valsa em Si maior (1848)

- B. 12a: Variações em Ré maior sobre um tema por Thomas Moore para Quatro mãos
- B. 14: Variações em Mi maior on the air "Der Schweizerbub: Steh'auf, steh'auf o du Schweitzer Bub"
- B. 17: Contradança em Sol bemol maior
- B. 37: Variações em Lá maior, "Souvenir de Paganini"
- B. 84: Cantabile em Si bemol maior
- B. 109a: Largo em Mi bemol maior
- B. 129a: Cânone em Fá menor
- B. 144: Fuga em Lá menor
- B. 151: Album Leaf em Mi maior

### Piano e orquestra
- Opus 2: Variações sobre "Là ci darem la mano" de Don Giovanni de Mozart em Si bemol maior (1827)
- Opus 11: Piano Concerto No. 1 em Mi menor (1830)
- Opus 14: Rondo à la Krakowiak em Fá maior (1828)
- Opus 13: Fantasia brilhante sobre Polish Airs em Lá maior (1828)
- Opus 21: Piano Concerto No. 2 em Fá menor (1829-1830)
- Opus 22: Andante Spianato e Grande Polonesa Brilhante em Mi bemol maior (1830-1831)[1]

### Flauta e Piano
- B. 9: Variações em Mi maior sobre a ária "Non più mesta" de La Cenerentola de Rossini (1824)

### Violoncelo e Piano
- Opus 3: Introdução e Polonesa brilhante em Do maior (1829-30)
- Opus 65: Sonata para Violoncelo em Sol menor (1845–46) (ouvir 1ºⓘ, 2ºⓘ e 3ºⓘ movimentos)
- B. 70: Grand Duo Concertante em Mi maior sobre temas do Robert le Diable de Meyerbeer (1832, escrito em conjunto com Auguste-Joseph Franchomme)

### Violin, Violoncelo e Piano
- Opus 8: Trio para Violin, Violoncelo & Piano em Sol menor (1828-29)

### Voz e Piano
- 20 músicas em Polonês, para voz e piano

## Por número de opus
Em todos os casos possíveis, número de Opus são dados. No entanto, devido a um número de trabalhos de Chopin não ser parte de sua Opus original, ou publicado como parte de um grupo póstumo, designações de catálogo alternativas são usadas.

### Por Opus
- Op. 1, Rondo em Dó menor (1825)
- Op. 2, Variações em "La ci darem la mano" da ópera "Don Giovanni" de Mozart em Si bemol maior (1827)
- Op. 3, Introdução e Polonesa brilhante para Violoncello e Piano em Do maior (1829)
- Op. 4, Sonata para Piano No. 1 em Dó menor (1828)
- Op. 5, Rondo à Mazurka em Fa maior (1826)
- Op. 6, 4 Mazurkas (1830)
  - No. 1 em Fá sustenido menor
  - No. 2 em Dó sustenido menor
  - No. 3 em Mi maior
  - No. 4 em Mi bemol menor
- Op. 7, 5 Mazurkas (1830-1831)
  - No. 1 em Si bemol maior
  - No. 2 em Lá menor
  - No. 3 em Fá menor
  - No. 4 em Lá bemol maior
  - No. 5 em Dó maior
- Op. 8, Trio para Violin, Violoncello e Piano em Sol menor (1829)
- Op. 9, 3 Noturnos (1830-1831)
  - No. 1 em Si bemol menor
  - No. 2 em Mi-bemol maior
  - No. 3 em Si maior
- Op. 10, "À son ami Franz Liszt" (1829-1832)
  - No. 1 em Dó maior ("Cachoeira") (1830)
  - No. 2 em Lá menor ("Cromática") (1830)
  - No. 3 em Mi maior ("Tristeza") (1832)
  - No. 4 em Dó sustenido menor ("Torrente") (1832)
  - No. 5 em Sol bemol maior ("Teclas Pretas") (1830)
  - No. 6 em Mi bemol menor ("Lamento") (1830)
  - No. 7 em Dó maior ("Tocata") (1832)
  - No. 8 em Fá maior ("Brilho do Sol") (1829)
  - No. 9 em Fá menor (1829)
  - No. 10 em Lá bemol maior (1829)
  - No. 11 em Mi-bemol maior ("Arpejo") (1829)
  - No 12 em Dó menor ("Revolucionário") (1831)
- Op. 11, Concerto para Piano e Orquestra No. 1 em Mi menor (1830)
- Op. 12, Variações brilhantes em Si bemol maior sobre "Je vends du Scapulaires" de "Ludóvic" de Hérold (1833)
- Op. 13, Fantasia sobre Polish Airs em La maior (1828)
- Op. 14, Rondo à Krakowiak em Fa maior (1828)
- Op. 15, 3 Nocturnes (1830-1833)
  - No. 1 em Fá maior (1830-1831)
  - No. 2 em Fá sustenido maior (1830-1831)
  - No. 3 em Sol menor (1833)
- Op. 16, Rondo em Mi-bemol maior (1832)
- Op. 17, 4 Mazurkas (1832-1833)
  - No. 1 em Si bemol maior
  - No. 2 em Mi menor
  - No. 3 em Lá bemol maior
  - No. 4 em Lá menor
- Op. 18, Grande Valsa brilhante em Mi-bemol maior (1831)
- Op. 19, Bolero em La menor (1833)
- Op. 20, Scherzo No. 1 em Si menor (1831)
- Op. 21, Concerto para Piano e Orquestra No. 2 em Fa menor (1829-1830)
- Op. 22, Andante spianato em Sol maior e Grande Polonesa brilhante em Mi-bemol maior (solo para piano 1834; a seção Polonesa orquestrada 1830-31)
- Op. 23, Ballade No.1 em Sol menor (1831-1835)
- Op. 24, 4 Mazurkas (1834-1835)
  - No. 1 em Sol menor
  - No. 2 em Dó maior
  - No. 3 em Lá bemol maior
  - No. 4 em Si bemol menor
- Op. 25, 12 Estudos à son ami Mme la Comtesse d'Agoult (1832-1836)
  - No. 1 em Lá bemol maior ("Harpa Eólica")(1836)
  - No. 2 em Fá menor ("As Abelhas") (1836)
  - No. 3 em Fá maior ("O Cavaleiro") (1836)
  - No. 4 em Lá menor ("Paganini") (1832-1834)
  - No. 5 em Mi menor ("Nota Falsa") (1832-1834)
  - No. 6 em Sol sustenido menor ("Terças") (1832-1834)
  - No. 7 em Dó sustenido menor ("Violoncelo") (1836)
  - No. 8 em Ré bemol maior ("Sextas") (1832-1834)
  - No. 9 em Sol bemol maior ("Asas de Borboletas") (1832-1834)
  - No. 10 em Si menor ("Oitavas")(1832-1834)
  - No. 11 em Lá menor ("Winter Wind") (1834)
  - No. 12 em Dó menor ("Oceano") (1836)
- Op. 26, 2 Polonesas (1834-1835)
  - No. 1 em Dó sustenido menor
  - No. 2 em Mi bemol menor
- Op. 27, 2 Noturnos (1835)
  - No. 1 em Dó sustenido menor
  - No. 2 em Ré bemol maior
- Op. 28, 24 Prelúdios (1836-1839)
  - No. 1 em Dó maior (1839)
  - No. 2 em Lá menor (1838)
  - No. 3 em Sol maior (1838-1839)
  - No. 4 em Mi menor (1838)
  - No. 5 em Ré maior (1838-1839)
  - No. 6 em Si menor (1838-1839)
  - No. 7 em Lá maior (1836)
  - No. 8 em Fá sustenido menor(1838-1839)
  - No. 9 em Mi maior (1838-1839)
  - No. 10 em Dó sustenido menor (1838-1839)
  - No. 11 em Si maior (1838-1839)
  - No. 12 em Sol sustenido menor (1838-1839)
  - No. 13 em Fá sustenido maior (1838-1839)
  - No. 14 em Mi bemol menor (1838-1839)
  - No. 15 em Ré bemol maior ("Raindrop") (1838-1839)
  - No. 16 em Si bemol menor (1838-1839)
  - No. 17 em Lá bemol maior (1836)
  - No. 18 em Fá menor (1838-1839)
  - No. 19 em Mi-bemol maior (1838-1839)
  - No. 20 em Dó menor(1838-1839)
  - No. 21 em Si bemol maior (1838-1839)
  - No. 22 em Sol menor (1838-1839)
  - No. 23 em Fá maior (1838-1839)
  - No. 24 em Ré menor (1838-1839)
- Op. 29, Impromptu No. 1 em La bemol maior (1837)
- Op. 30, 4 Mazurkas (1836-1837)
  - No. 1 em Dó menor
  - No. 2 em Si menor
  - No. 3 em Ré bemol maior
  - No. 4 em Dó sustenido menor
- Op. 31, Scherzo No. 2 em Si bemol menor (1837)
- Op. 32, 2 Noturnos (1836-1837)
  - No. 1 em Si maior (1836-1837)
  - No. 2 em Lá bemol maior (1836-1837)
- Op. 33, 4 Mazurkas (1837-1838)
  - No. 1 em Sol sustenido menor
  - No. 2 em Ré maior
  - No. 3 em Dó maior
  - No. 4 em Si menor
- Op. 34, 3 Valsas (1831-1838)
  - No. 1 em Lá bemol maior (1835)
  - No. 2 em Lá menor (1831)
  - No. 3 em Fá maior (1838)
- Op. 35, Sonata para Piano No. 2 em Si bemol menor - Marcha Fúnebre (1839)
- Op. 36, Impromptu No. 2 em Fá sustenido maior (1839)
- Op. 37, 2 Noturnos (1838-1839)
  - No. 1 em Sol menor (1838)
  - No. 2 em Sol maior (1839)
- Op. 38, Balada No. 2 em Fá maior (1836-1839)
- Op. 39, Scherzo No. 3 em Dó sustenido menor (1839)
- Op. 40, 2 Polonesas (1838-1839)
  - No. 1 em Lá maior - ("Militar") (1838)
  - No. 2 em Dó menor (1838-1839)
- Op. 41 4 Mazurkas (1838-1839)
  - No. 1/2, em Mi menor (1839)
  - No. 2/3, em Si maior (1838)
  - No. 3/4, em Lá bemol maior (1839)
  - No. 4/1, em Dó sustenido menor (1839)
- Op. 42, Valsa em Lá bemol maior (1840)
- Op. 43, Tarantella em Lá bemol maior (1841)
- Op. 44, Polonesa em Fá-sustenido menor (1841)
- Op. 45, Prelúdio em Dó sustenido menor (1841)
- Op. 46, Allegro de Concert em Lá maior (1832-1841)
- Op. 47, Balada No. 3 em Lá bemol maior (1840-1841)
- Op. 48, 2 Nocturnes (1841)
  - No. 1 em Dó menor
  - No. 2 em Fá sustenido menor
- Op. 49, Fantasia em Fa menor (1841)
- Op. 50, 3 Mazurkas (1841-1842)
  - No. 1 em Sol maior
  - No. 2 em Lá bemol maior
  - No. 3 em Dó sustenido menor
- Op. 51, Impromptu No. 3 em Sol bemol maior (1842)
- Op. 52, Balada No. 4 em Fá menor (1842)
- Op. 53, Polonesa em Lá bemol maior - "Heróica" (1842)
- Op. 54, Scherzo No. 4 em Mi maior (1842)
- Op. 55, 2 Noturnos (1843)
  - No. 1 em Fá menor
  - No. 2 em Mi-bemol maior
- Op. 56, 3 Mazurkas (1843)
  - No. 1 em Si maior
  - No. 2 em Dó maior
  - No. 3 em Dó menor
- Op. 57, Berceuse em Ré bemol maior (1843)
- Op. 58, Sonata para Piano No. 3 em Si menor (1844)
- Op. 59, 3 Mazurkas (1845)
  - No. 1 em Lá menor
  - No. 2 em Lá bemol maior
  - No. 3 em Fá-sustenido menor
- Op. 60, Barcarolla em Fá sustenido maior (1845-1846)
- Op. 61, Polonesa-Fantasia em Lá bemol maior (1845-1846)
- Op. 62, 2 Noturnos (1846)
  - No. 1 em Si maior
  - No. 2 em Mi maior
- Op. 63, 3 Mazurkas (1846)
  - No. 1 em Si maior
  - No. 2 em Fa menor
  - No. 3 em Dó sustenido menor
- Op. 64, 3 Valsas (1846-1847)
  - No. 1 em Ré bemol maior - ("Valsa do minuto")
  - No. 2 em Dó sustenido menor
  - No. 3 em Lá bemol maior (composto por volta de 1840)
- Op. 65, Sonata para Violoncelo e Piano em Sol menor (1845-1846)
- Op. post. 66, Fantasia-Impromptu em Dó sustenido menor (1835)
- Op. post. 67, 4 Mazurkas (1835-1849)
  - No. 1 em Sol maior (1835)
  - No. 2 em Sol menor (1849)
  - No. 3 em Dó maior (1835)
  - No. 4 em Lá menor (1846)
- Op. post. 68, 4 Mazurkas (1827-1849)
  - No. 1 em Dó maior (1829)
  - No. 2 em Lá menor (1827)
  - No. 3 em Fá maior (1829)
  - No. 4 em Fá menor (1849) (Última composição)
- Op. post. 69, 2 Valsas (1829-1835)
  - No. 1 em Lá bemol maior (1835)
  - No. 2 em Si menor (1829)
- Op. post. 70, 3 Valsas (1829-1841)
  - No. 1 em Sol bemol maior (1833)
  - No. 2 em Fá menor (1841)
  - No. 3 em Ré bemol maior (1829)
- Op. post. 71, 3 Polonesas (1825-1828)
  - No. 1 em Ré menor (1825)
  - No. 2 em Si bemol maior (1828)
  - No. 3 em Fá menor (1828)
- Op. post. 72, (1826-1827)
  - No. 1 Noturno em Mi menor (1827)
  - No. 2 Marcha fúnebre em Dó menor (1827)
  - No. 3 3 Ecossaises (1826)
    - No. 3a em Ré maior
    - No. 3b em Sol maior
    - No. 3c em Ré bemol maior
- Op. post. 73, Rondo em Dó maior (para dois pianos) (1828)
- Op. post. 74, 19 Songs (1829-1847)
  - No. 1 The Wish (Życzenie) (1829)
  - No. 2 Spring (Wiosna) (1838)
  - No. 3 The Sad River (Smutna Rzeka) (1831)
  - No. 4 Merrymaking (Hulanka) (1830)
  - No. 5 What She Likes (Gdzie lubi) (1829)
  - No. 6 Out of My Sight (Precz z moich oczu) (1830)
  - No. 7 The Messenger (Poseł) (1830)
  - No. 8 Handsome Lad (Śliczny chłopiec) (1841)
  - No. 9 Melody (Melodia) (1847)
  - No. 10 The Warrior (Wojak) (1830)
  - No. 11 The Double-End (Dwojaki koniec) (1845)
  - No. 12 My Darling (Moja pieszczotka) (1837)
  - No. 13 I Want What I Have Not (Nie ma czego trzeba) (1845)
  - No. 14 The Ring (Pierścień) (1836)
  - No. 15 The Bridegroom (Narzeczony) (1831)
  - No. 16 Lithuanian Song (Piosnka litewska) (1831)
  - No. 17 Leaves are Falling, Hymn from the Tomb (Śpiew z mogiłki) (1836)
  - No. 18 Enchantment (Czary) (1830)
  - No. 19 Reverie (Dumka) (1840)

### Trabalhos sem número de opus

#### Trabalhos publicados sem número de opus
- S 1 No. 1, Polonesa em Sol menor (1817)
- S 1 No. 2, 2 Mazurkas (1826)
  - No. 2a em Sol
  - No. 2b em Si bemol
- S 2 No. 1, Grande Duo concertant para Violoncelo e Piano em Mi (1832)
- S 2 No. 2, Variação No. 6 em Mi de 'Hexameron' (1837)
- S 2 No. 3, 3 Estudos (1839)
  - No. 3a em Fá menor
  - No. 3b em Lá bemol
  - No. 3c em Ré bemol
- S 2 No. 4, Mazurka em Ré menor - Notre Temps (1840)
- S 2 No. 5, Mazurka em Lá menor - Émile Gaillard (1841)
- A 1 No. 1, Mazurka em Ré maior - Mazurek (1820)
- A 1 No. 2, Prelúdio em Fá maior (1845)
- A 1 No. 3, Andantino animato em Fá maior (1845)
- A 1 No. 4, Contradança em Sol bemol maior (1826)
- A 1 No. 5, Variações em Mi maior para flauta e piano sobre a ária "Non piu mesta" da ópera "La Cenerentola" (1824)
- A 1 No. 6, Noturno em Dó sustenido menor - Noturno oublié (desconhecido)
- A 1 No. 7, Valsa em Fá sustenido menor - Valsa melancólica (desconhecido)

#### Trabalhos Post. sem número de opus
- P 1 No. 1, Polonesa em Si bemol (1817)
- P 1 No. 2, Polonesa em Lá bemol (1821)
- P 1 No. 3, Polonesa em Sol sustenido menor (1822)
- P 1 No. 4, Introdução e Variações sobre un lied Allemande em Mi (1826)
- P 1 No. 5, Polonesa em Si bemol menor - "La Gazza Ladra" (1826)
- P 1 No. 6, Introdução, Tema e Variações em Re sobre um tema de Thomas Moore (1826)
- P 1 No. 7, Mazurka em Ré (1829)
- P 1 No. 8, Polonesa em Sol bemol (1829)
- P 1 No. 9, Lied em Dó (Jakiez kwiaty, jakie wianki) (1829)
- P 1 No. 10, Variações em Lá - "Souvenir de Paganini" (1829)
- P 1 No. 11, Lied em Ré menor, Enchantment (Czary) (1830)
- P 1 No. 12, Valsa em Mi (1829)
- P 1 No. 13, Valsa em Lá bemol (1827)
- P 1 No. 14, Valsa em Mi bemol (1829-1830)
- P 1 No. 15, Valsa em Mi menor (1830)
- P 1 No. 16, Noturno em Dó sustenido menor (1830)
- P 2 No. 1, Mazurka em Si bemol (1832)
- P 2 No. 2, Mazurka em Ré (1832)
- P 2 No. 3, Mazurka em Dó (1833)
- P 2 No. 4, Mazurka em Lá bemol (1834)
- P 2 No. 5, Klavierstuck em Mi bemol (1837)
- P 2 No. 6, Klavierstuck em Si bemol (1834)
- P 2 No. 7, Prelúdio em Lá bemol - "Pierre Wolf" (1834)
- P 2 No. 8, Noturno em Dó menor (1837)
- P 2 No. 9, Lied em Lá menor, Rêverie (Dumka) (1840)
- P 2 No. 10, Klavierstuck em Mi bemol (1840)
- P 2 No. 11, Waltz em Lá menor (1843)
- P 2 No. 12, Moderato em Mi - "Album Leaf" (1843)
- P 2 No. 13, Galop em Lá bemol maior - "Galop Marquis" (1846)
- P 3 No. 2, Fuga em Lá menor (1841-1842)
- D 2 No. 1, Bourrée No. 1 em Sol (1848)
- D 2 No. 2, Bourrée No. 2 em Lá (1846)

## Mídia
- Problemas na execução dos arquivos? Veja Introdução à mídia.